# Alois Mráz
Alois Mráz (* 8. September 1978 in Pilsen, Tschechoslowakei) ist ein tschechischer Handballtrainer und ein ehemaliger Handballspieler, der mittlerweile als Trainer fungiert.

## Karriere

### Als Spieler
Mráz, der zuletzt für den deutschen Verein TV Hüttenberg in der 2. Bundesliga spielte und für die tschechische Nationalmannschaft auflief, wurde meist im linken Rückraum eingesetzt. Daneben galt der 1,96 Meter große Handballer als Allrounder und wurde auch auf den anderen Rückraumpositionen sowie als Kreisläufer eingesetzt.
Alois Mráz begann in seiner Heimatstadt bei Kovopetrol Pilsen mit dem Handballspiel, wo er auch in der ersten tschechischen Liga debütierte. Dort gewann er 1998 sowie 1999 die tschechische Meisterschaft. 2001 wechselte er zur SG Solingen in die deutsche Bundesliga. Mit den Rheinländern stieg er 2002 ab, empfahl sich aber als Torschützenkönig der 2. Bundesliga Süd 2004 erneut für das Oberhaus. Im Februar 2005 wurde er dann vom HSV Hamburg unter Vertrag genommen, verletzte sich aber im ersten Spiel schwer und fiel für den Rest der Saison aus. Später gehörte er nur zur Reserve der Hamburger, so dass er sich 2006 dem TuS N-Lübbecke anschloss. Mit den Ostwestfalen entging er dem Abstieg erst in der Relegation gegen Bayer Dormagen; daraufhin wechselte er 2007 zur HSG Wetzlar. Zur Saison 2012/13 wechselte er zum TV Hüttenberg. Dort beendete er 2015 seine aktive Karriere.
Alois Mraz bestritt 139 Länderspiele für die tschechische Nationalmannschaft. Mit Tschechien nahm er an den Europameisterschaften 2000 und 2002 teil. Bei der Weltmeisterschaft 2007 in Deutschland stand er im erweiterten Aufgebot. Bei der Europameisterschaft 2012 in Serbien wurde er wieder nominiert, konnte jedoch wegen einer Verletzung nicht eingesetzt werden. Bei der Europameisterschaft 2014 in Dänemark lief er aufgrund zahlreicher Ausfälle als Kreisläufer auf.

### Als Trainer
Mraz besitzt die deutsche A-Trainerlizenz und trainierte von 2008 bis 2014 die Frauenmannschaft der HSG Dutenhofen/Münchholzhausen, mit der er 2013 den Aufstieg in die 3. Liga West schaffte. Von 2014 bis 2016 war er Trainer der A-Jugend des TV Hüttenberg in der Jugendhandball-Bundesliga. Im Januar 2016 übernahm er in Doppelfunktion die U23 des TV Hüttenberg. Mit dieser stieg er 2017 in die Oberliga (4. Liga) auf. 
Ab 2015 fungierte er zusätzlich als Co-Trainer der ersten Herrenmannschaft. Im Jahre 2018 wechselte Mráz zum VfL Gummersbach, bei dem er die A-Jugend trainierte. Zur Saison 2020/21 übernahm er den Bundesligisten HSC 2000 Coburg. Ein Jahr später musste er mit Coburg den Gang in die Zweitklassigkeit antreten. Im Oktober 2021 wurde Mráz nach dem sechsten Spieltag der Saison 2021/22 von seinen Aufgaben entbunden. Seit Juli 2022 ist Mráz beim Hessischen Handball-Verband als Landestrainer tätig.